# Vita, storie e pensieri di un alieno
Vita, storie e pensieri di un alieno è il primo singolo estratto dall'ottavo album in studio La prova del cantautore italiano Raf, pubblicato nel 1998.
Il brano ha raggiunto la prima posizione dei più trasmessi in radio, dopo aver esordito alla seconda.

## Tracce
Testi e musiche di Raf.
1. Vita, storie e pensieri di un alieno